# بارافرانکا
بارافرانکا (به ایتالیایی: Barrafranca) یک کومونه در ایتالیا است که در استان انا واقع شده‌است.

## خصوصیات
بارافرانکا ۵۳٫۶۴ کیلومترمربع مساحت و ۱۳٬۰۰۳ نفر جمعیت دارد و ۴۵۰ متر بالاتر از سطح دریا واقع شده‌است.